# Institut polytechnique national
Cet article possède un paronyme, voir Institut national polytechnique.
Pour les articles homonymes, voir IPN.
L'Institut Polytechnique National (en espagnol, Instituto Politécnico Nacional, IPN ou simplement Politécnico) est une institution publique mexicaine de recherche et d'éducation de niveaux baccalauréat, licence, maîtrise et doctorat, fondée à Mexico en 1936 pendant le mandat du président Lázaro Cárdenas del Río. Informellement connue comme el Politécnico ou el Poli, elle a été fondée selon les idéaux révolutionnaires de la reconstruction du pays, participant ainsi au renouveau industriel et économique du pays.

## Histoire
L'Institut polytechnique national est une des institutions éducatives les plus prestigieuses et importantes du Mexique avec plus de 150 000 étudiants dans 271 programmes éducatifs divisés en 81 unités académiques. L'enseignement est notamment réputé avant-gardiste dans les domaines de l'administration, les sciences, l'ingénierie et les nouvelles technologies.
De plus, l'IPN entretient une rivalité sportive avec l'Université nationale autonome du Mexique.  Ces institutions ont une longue histoire dans le Football américain.  Le match entre eux est le classique national et l'une des dates les plus importantes du Football américain au Mexique.  Chaque année, les équipes représentatives de chaque institution s'affrontent, ce qui génère de fortes attentes chez ses fans.

## Étudiants notables
- Teresa Alonso-Rasgado

## Sport
- Burros Blancos, équipe universitaire de football américain rattachée à l'Institut polytechnique national.